# That Travelin’ Two-Beat
That Travelin' Two-Beat – studyjny album Binga Crosby'ego i Rosemary Clooney nagrany w 1964 roku i wydany przez Capitol Records w 1965 roku. Pomysłem na ten album był powrót do koncepcji albumu RCA Victor, Fancy Meeting You Here, wydanego w 1958 roku.

## Lista utworów
STRONA PIERWSZA
| Tytuł | Tytuł                   | Długość |
| ----- | ----------------------- | ------- |
| 1.    | That Travelin' Two-Beat | 2:28    |
| 2.    | New Vienna Woods        | 3:25    |
| 3.    | Knees Up Mother Brown   | 2:12    |
| 4.    | Roamin' in the Gloamin' | 3:00    |
| 5.    | Adios Senorita          | 3:26    |
| 6.    | Come to the Mardi Gras  | 2:45    |

STRONA DRUGA
| Tytuł | Tytuł                                 | Długość |
| ----- | ------------------------------------- | ------- |
| 1.    | Hear That Band                        | 3:15    |
| 2.    | The Daughter of Molly Malone          | 3:20    |
| 3.    | The Poor People of Paris              | 2:35    |
| 4.    | I Get Ideas                           | 2:49    |
| 5.    | Ciao, Ciao, Bambina                   | 3:02    |
| 6.    | That Travelin' Two-Beat (powtórzenie) | 1:43    |